# Université fédérale du Pará
L'université fédérale du Pará (en portugais : Universidade Federal do Pará, UFPA) est l'une des trois universités publiques gérées par le gouvernement fédéral brésilien dans l'État du Pará. Elle a été classée 15e plus grande université brésilienne dans un classement académique de 2011 par le nombre d'inscriptions.

## Description
L'université compte plus de 40 000 étudiants inscrits à ses cours, qui sont proposés sur ses nombreux campus dans les villes de Belém, Abaetetuba, Altamira, Ananindeua, Bragança, Castanhal, Cametá, Capanema, Breves, Tucuruí et Soure. 
Parmi les équipes de recherche de l'UFPA, on compte de nombreux groupes reconnus au niveau national, notamment dans les domaines de la génétique, de la parasitologie, des maladies tropicales et des géosciences. L'Université fédérale de Pará est la plus grande université de la région nord du Brésil en termes d'inscriptions et est une référence dans les domaines de la recherche en sciences biomédicales et en biologie, principalement en raison de la présence de la forêt amazonienne.